# Gasparo da Salò

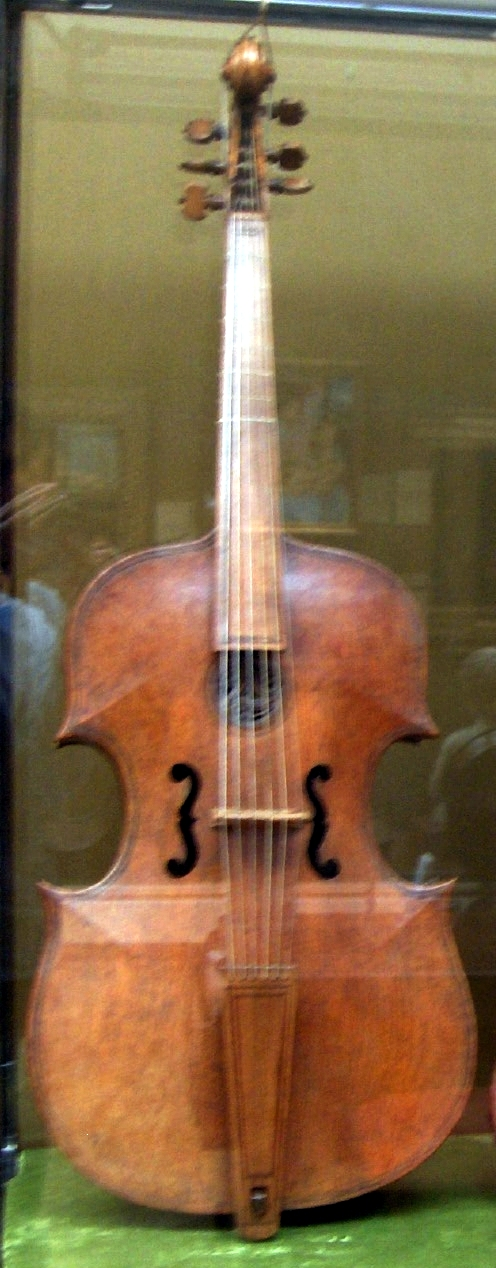
Viola da gamba, (Ashmolean Museum)

Gasparo Bertolotti universalmente conosciuto come Gasparo da Salò (Salò, 20 maggio 1540 – Brescia, 14 aprile 1609) è stato un liutaio e contrabbassista italiano.

## Biografia
Nasce a Salò, sul lago di Garda, da una famiglia con interessi artigianali, giuridici, artistici figurativi e musicali. Il nonno Santino, possidente di greggi e forse produttore di corde musicali in budello di pecora, si trasferì da Polpenazze del Garda alla capitale della riviera del Garda, per dare più opportunità alla famiglia, inserendo così i figli nell'ambiente artistico di Salò, capitale della "Magnifica Patria di Riviera", che era molto ricco e vivace in quanto figlia prediletta della Serenissima Repubblica di Venezia. Gasparo è figlio e nipote di due suonatori e musici, nonché compositori, professionisti di alto livello: Francesco e Agostino, specializzati tanto da essere chiamati I violì o anche in esteso per evitare dubbi, violini.
Lo zio, oltre ad essere esperto in strumenti musicali, redigendo anche perizie e stime, diventerà il primo maestro di cappella di Salò.  Suo figlio Bernardino, cugino di Gasparo, diventerà musicista (violinista e trombonista) prima a Ferrara alla potente e modernissima corte musicale degli Estensi, incontrando Luzzasco Luzzaschi, successivamente a Mantova presso Vincenzo Gonzaga durante gli anni di Monteverdi e poi a Roma come “Musico di Sua Santità il Papa nel Castello di S. Angelo” durante gli anni di Palestrina. Pubblicò almeno tre libri di Madrigali e uno di Messe, tutti a Venezia, nella prestigiosa stamperia musicale di Ricciardo Amadino.
La formazione musicale e liutaria di Gasparo, sicuramente di alto livello visti i precedenti, avviene in famiglia e sull'onda dei traguardi sempre più alti raggiunti dai suonatori originari di Salò di lire e viole nell'orchestra della Basilica di S. Marco a Venezia e dei violinisti bresciani attivi sempre a Venezia e nelle corti europee a partire dagli anni 1540 fino alla fine del secolo. Quella musicale di esecutore, sarà stata sicuramente altrettanto approfondita e deve essere partita molto probabilmente dall'emulazione e dall'accompagnamento del duo violinistico di famiglia, visto che in un documento bergamasco del 1604 riguardante la musica in S. Maria Maggiore, verrà citato come valente contrabbassista.
Alla morte del padre, attorno al 1562, si trasferisce a Brescia. Affitta immediatamente casa e bottega in un quartiere  della frenetica vita musicale locale, la Contrada detta degli Antegnati per la presenza della famosa dinastia di organari e di altri valenti polistrumentisti, nella Quadra Seconda di San Giovanni, di fronte al Palazzo Vecchio del Podestà (oggi via Cairoli) e si sposa poco dopo. La possibilità di prendere quasi subito in affitto una casa con bottega, oltre alle possibilità derivate dalla divisione ereditaria non certo cospicue per il numero di fratelli e sorelle, può essere derivata quasi sicuramente da un'attività liutaria già molto buona e riconosciuta, visto che tre anni dopo, il lavoro e le rendite gli permettono di condurre all'altare Isabetta Cassetti figlia di un artigiano ceramista e vetraio. Oltre a questo intrattiene rapporti amichevoli, di partecipazione artistica e quasi sicuramente professionali con Girolamo Virchi, uno degli artisti-artigiani più in vista della città, definito in documento del 1563 "maestro di strumenti de musica", il quale entrerà in stretti vincoli familiari in quanto nel 1565 sarà padrino di battesimo del figlio Francesco, il primo di ben altri sei, tre maschi chiamati Marcantonio, due dei quali morti quasi subito, e tre femmine.
In quel quartiere abitano inoltre due quotati organisti della Cattedrale di Brescia, Florentio Mascara e il suo successore Costanzo Antegnati e inoltre un sonador di violino, Giuseppe Biagini. Come molti altri tastieristi e come tradizione dei numerosi gruppi di virtuosi polistrumentisti bresciani, Mascara era anche un eccellente suonatore di viola da gamba. I gruppi bresciani erano conosciuti pressoché in tutta Europa e sulla piazza di Venezia, suonavano abilmente da quattro a sei strumenti dei quali in genere la maggioranza a fiato e le novità ad arco tra le quali viole da brazzo e violini. Questo permetteva loro di riuscire a spuntare ingaggi quasi doppi rispetto alla norma, come testimoniato nei contratti veneziani degli anni 70 del secolo.
La conoscenza diretta e l'amicizia con gli Antegnati e con Girolamo Virchi aprono a Gasparo nuovi orizzonti e confronti sonori e di conseguenza liutari, data la presenza a Brescia non solo della più antica dinastia liutaria finora conosciuta, quella dei Micheli: Zanetto e Pellegrino, ma anche della tradizione rinascimentale ad arco più fiorente a livello mondiale. La specializzazione di "maestri" costruttori di strumenti ad arco (violoni, viole da gamba, viole da brazzo, violini, violette e lire) a Brescia fin dalla fine del Quattrocento è testimoniata da decine di documenti d'archivio. 
Per quanto riguarda Gasparo, la sua Polizza d'Estimo del 1568 ci testimonia una fiorente attività, che proseguirà in sensibile crescendo. Nel 1575 acquista una grande casa con varie pertinenze in contrada delle Cossere, sua sede storica, e successivamente numerosi beni.
La sua bottega diviene rapidamente une delle più importanti d'Europa, se non la più importante, della seconda metà del Cinquecento per la produzione di ogni tipo di strumento ad arco dell'epoca, sia in stile antico sia moderno. Sviluppa un'arte e un'attività sempre più invidiabile con ben 5 allievi: il figlio primogenito Francesco, il francese Alessandro de Marsiliis, Giovanni Paolo Maggini, Giacomo Lafranchini ed un certo Battista. Le esportazioni raggiungono Roma, Venezia e la Francia, come si ricava dalla polizza del 1588 ed altri documenti, facendosi mandare corde da Roma e legni da Venezia. Gli affari gli permettono di acquistare anche estesi possedimenti terrieri in territorio di Calvagese, con annesse case padronali e coloniche.
Gasparo, umanamente, si rivela anche attento e sensibile. Dopo aver provveduto al mantenimento e alla dote della sorella Ludovica, fa da tutore ai tre figli del cognato, Rocco Cassetti, presumibilmente morto, con la moglie, nella peste del 1577.

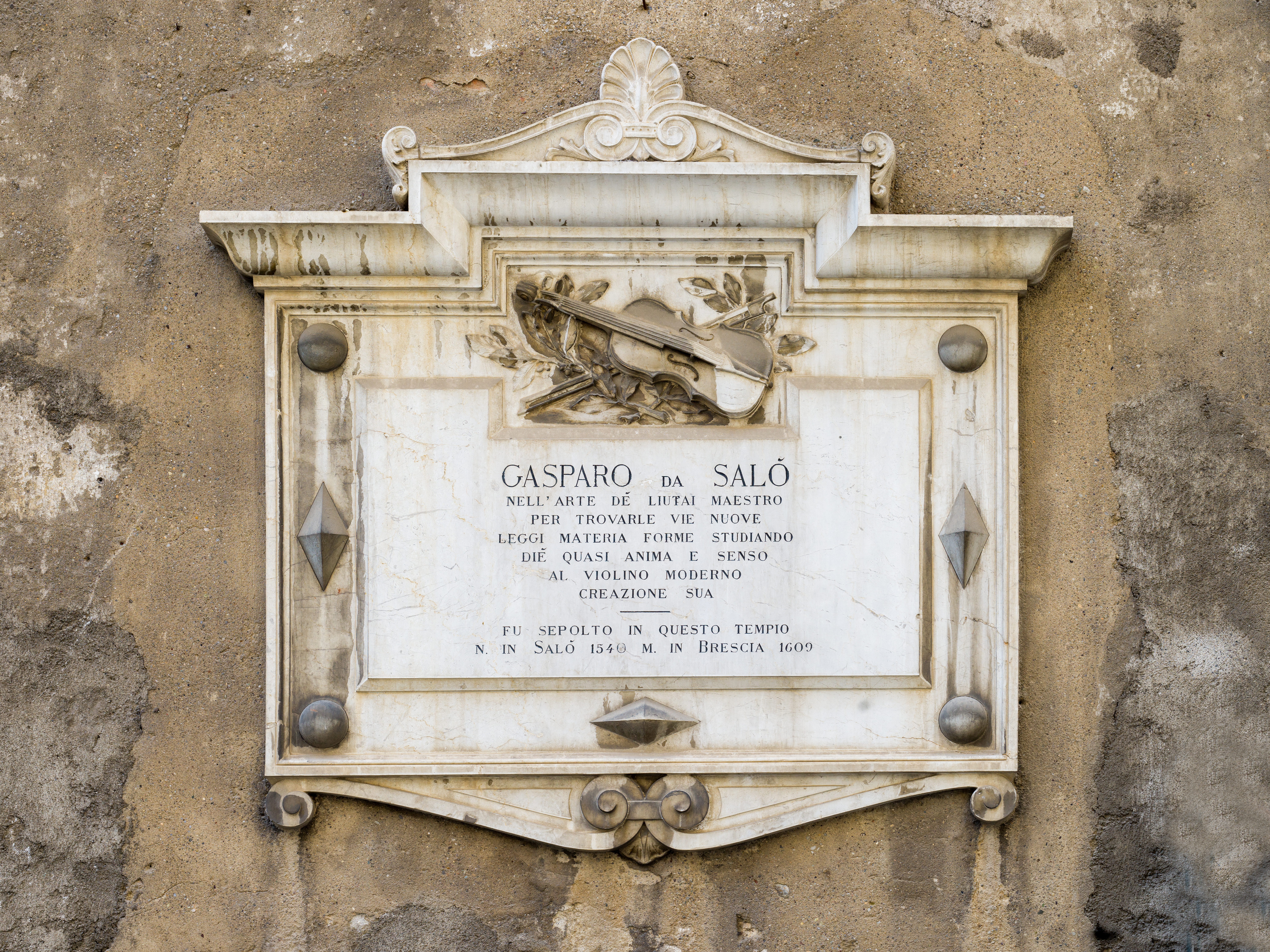
Tabella commemorativa di Gasparo da Salò sulla chiesa di San Giuseppe a Brescia

Muore il 14 aprile 1609. Lo scarno ma altamente significativo atto è conosciuto e recita: Messer Gasparo di Bertolotti maestro di violini è morto & sepolto in Santo Joseffo.
Il luogo esatto dove giacciono le sue spoglie, nel Pantheon musicale bresciano, in compagnia di Costanzo Antegnati, Benedetto Marcello e don Cesare Bolognini non è noto. Uno dei suoi celebri contrabbassi, dalla rapidità di risposta vicina a quella di un violino, si conserva oggi all'interno della Basilica di San Marco a Venezia; un secondo, di eccezionale rarità, in pratica un vero unicum a livello mondiale in quanto conserva ancora anche la testa originale con i sei fori per i piroli di un violone contrabbasso, scoperto dal maestro Luigi Ottaviani nei magazzini, si trova al Museo degli Strumenti Musicali di Roma. Un terzo, usato per decenni da Leonardo Colonna, contrabbassista della Scala, è stato acquistato dalla famiglia salodiana Biondo e dato in comodato al comune di Salò per le sue manifestazioni musicali e dovrebbe costituire uno dei pezzi più pregiati dell'erigendo Museo della Città di Salò.

## Vissuto artistico
Gasparo inizia l'attività e la prosegue nel momento in cui ancora non si è estinto lo stile musicale cinquecentesco di inizio secolo, in cui musica vocale e completa emancipazione strumentale si stimolano a vicenda. La prosegue e beneficia del grandioso momento di sviluppo di quelle forme bresciane di Canzon da Sonar che porterà alla musica esclusivamente strumentale di tipo moderno. Per questo motivo la sua produzione spazia in tutte le varianti possibili degli strumenti ad arco, sia come tipologia, sia come modelli, con una sporadica produzione di cetere, databile ai decenni successivi alla morte di Girolamo Virchi.
Costruì violini con le misure già perfette di un violino moderno, in un'epoca non ancora standardizzata, oltre a modelli piccoli ma soprattutto grandi, costruì viole di diverse taglie da grandissime a piccolissime (da 39 a 44,5 cm, contralto e tenore entrambe a loro volta di taglia grande o piccola, talvolta anche con sole due punte), viole da gamba, violoni, violoncelli, contrabbassi, probabilmente lire e lironi.
È significativo seguire l'evoluzione della sua produzione dall'elenco delle numerose citazioni liutarie sparse nei lavori di Livi e Foffa e altri storiografi di inizio Novecento. Gasparo si palesa già nel 1568 e fino al 1579 come maestro di violini. È da rilevare però che a Brescia il titolo di costruttore "maestro di violini", è ben distinto nei documenti dal termine coevo di "sonador de violini" ed è attribuito fin dal 1558 a tali Guglielmo Frigiadi e Francesco Inverardi prima che a Gasparo, il quale però a quell'epoca era ancora a Salò. Curiosamente, il suo più vecchio competitore, Andrea Amati, da quanto sappiamo fino ad oggi, non vedrà riconosciuto tale onore e non avrà la ricca messe di testimonianze liutarie e specificatamente violinistiche di Gasparo (undici per Amati, contro poco meno di un centinaio per Gasparo); l'unico documento cremonese che cita chiaramente l'attività di Amati è anche l'ultimo che lo vede in vita; è molto tardo, del 1576, otto anni dopo quella gaspariana e dice solamente "l'arte sua è de far strumenti da sonar" senza mai accennare, come pure in tutti gli altri, al conclamato violino, che pure ha praticato, pare dal 1560 e con grande successo. Quasi sicuramente Amati iniziò la sua carriera come "liuter" (facitore di liuti) e poi, visto il fiorente e lucroso mercato bresciano del violino, all'epoca probabilmente dominato dai Micheli, vi si accostò proprio negli anni del trasferimento di Gasparo a Brescia, dando inizio a una competizione tra giganti che storiograficamente e organologicamente non è mai cessata.
Ricordiamo che a Brescia la specializzazione di maestri costruttori nelle varie tipologie di strumento ad arco (viole, violoni, lironi, violette e lire, queste ultime i due progenitori diretti del violino) può farsi risalire con certezza agli ultimi due decenni del Quattrocento e che il primo documento bresciano che cita espressamente la nuova famiglia è del 1558 per "Maestro Guielmo filio Bartholomeij de Frigiadis magistro a violinis civibus et habitatoribus Brixie" seguito da Francesco Inverardi entrambi Maestri costruttori di violini, e altri testimonia un'attività fiorente almeno da due decenni anche in ambito Micheli. In ambito cremonese tale titolo riferito allo stesso periodo e fino agli ultimi decenni del secolo, finora non è mai emerso, come pure la documentazione di una fiorente e diffusa attività liutaria.
Dal 1581 e fino al 1588 la dizione dell'attività gaspariana oltre a quella di maestro di violini (iniziata nel 1568), viene invece ulteriormente e significativamente cambiata e specificata per ben 9 volte, con varie citazioni in latino, in artifici (o artifex) instrumentorum musicorum e due volte in italiano artefice d'istrumenti musici o in strumenti de musicha per sottolineare la sua raggiunta padronanza di ogni genere.
Nel 1585 riprende la vecchia dizione di "maestro di violini", che riprenderà ad essere la sua specializzazione dal 1591 fino alla morte. La serie di citazioni violinistiche viene interrotta brevemente tra febbraio e marzo del 1597 con quella di magister (o magistero) a citharis, cioè del particolare e richiesto tipo di strumento detto più comunemente cetera o cetra. Di lui rimane un consistente anche se non altissimo numero di strumenti sicuramente autentici dalle eccezionali caratteristiche liutarie ma soprattutto sonore, circa un'ottantina sicuramente autentici.
Gli strumenti migliori di Gasparo sono le viole e i contrabbassi, preferiti dai virtuosi di tutto il mondo, per le loro potenti e duttili sonorità, a quelli di Stradivari, assieme a quelli del suo allievo Maggini, essendo tutti dotati di un timbro molto corposo e penetrante, di una rapidità di risposta e di una potenza insuperate, studiate da Stradivari tra il 1690 e il 1700, quindi ben 100 anni di evoluzione liutaria dopo i traguardi gaspariani. È stata anche grandemente rivalutata da Charles Beare e da altri la sua importanza riguardo alla canonizzazione delle caratteristiche dei violini più antichi e più belli al mondo, con uno stringente paragone tecnico con le migliori opere dell'ultimo periodo di Guarneri del Gesù, il quale ad esempio nel violino Vieuxtemps del 1741, avrebbe copiato le bombature usate da Gasparo. Il liutaio di Salò ha realizzato, probabilmente con l'aiuto di Virchi, un vero unicum, il meraviglioso violino appartenuto dal 1570 circa all'Arciduca Ferdinando del Tirolo. Il capolavoro venne poi inserito nelle collezioni imperiali asburgiche, e dopo essere scomparso da queste, riapparve nella collezione di Franz Rehaczek un alto funzionario asburgico dal quale venne acquistato nel 1841 dal virtuoso norvegese Ole Bull, il quale lo usò, assieme a un magnifico Guarneri del Gesù e a un Nicolò Amati modello grande, per quasi quarant'anni di tournée indemoniate, improvvisazioni e repertori infuocati. Il violino possiede misure, profilo ed esecuzione liutaria definiti perfetti dalla più recente storiografia internazionale riunita nel 2009 a Salò e nel 2010 in Bergen, in équipes di studi interdisciplinari che hanno rettificato dubbiose attribuzioni del capolavoro; oltre a ciò possiede virtuositici filetti in arabeschi intarsiati sul fondo, mentre la testa è decorata da una meravigliosa scultura policroma e dorata, originariamente impreziosita da gemme e borchie in oro, che possiede caratteristiche decorative quasi identiche alla meravigliosa cetera di Virchi, datata 1574 che a sua volta costituisce uno dei pezzi più preziosi dell'organologia mondiale.
Per la sua poliedricità artistica e per il periodo di transizione in cui ha operato, molte delle caratteristiche dell'arte gaspariana sono ancora da apprezzare appieno, attraverso uno studio realmente approfondito di tutta la sua produzione, sia dei modelli moderni sia degli ibridi antichizzanti (lire, lironi, viole da brazzo con una sola coppia di punte, viole da gamba con e senza punte, cetere)sparsi in musei o collezioni private.
Gasparo come già detto, si rivela anche virtuoso di contrabbasso, cosa che ci fa capire la sua alta conoscenza dello strumento. Per una celebrazione religiosa in S. Maria Maggiore a Bergamo nel 1604 viene pagato più del doppio degli altri, come suonatore di violone.
Al suo genio più grande e conosciuto, la città di Salò ha eretto una sezione speciale del Museo della Città, a cura di Flavio Dassenno e Roberto Codazzi.